# Notioceramus anomalus
Notioceramus anomalus är en sjöstjärneart som beskrevs av Fisher 1940. Notioceramus anomalus ingår i släktet Notioceramus och familjen ledsjöstjärnor.
Artens utbredningsområde är Södra Ishavet. Inga underarter finns listade i Catalogue of Life.